# Нокс, Генри
Генри Нокс (англ. Henry Knox; 25 июля 1750 — 25 октября 1806) — американский военный, шеф артиллерии Континентальной армии и участник многих кампаний американской войны за независимость, первый военный министр США (1789—1794) в кабинете Джорджа Вашингтона, один из отцов-основателей США. В наше время известен в основном как человек, в честь которого назван Форт-Нокс.
Нокс родился в Бостоне, где впоследствии владел книжной лавкой. Он интересовался военной историей и был рядовым артиллерийской роты бостонского ополчения. Когда началась Война за независимость, он присоединился к армии США, участвовал в осаде Бостона и руководил доставкой осадной артиллерии из форта Тикондерога. Он быстро дослужился до должности шефа артиллерии Континентальной армии и был участником многих известных сражений. Он организовывал тренировочные лагеря для артиллеристов и налаживал производство артиллерии, чем внёс важный вклад в ход войны. В 1783 году по его инициативе было создано Общество Цинцинатта.
В 1785 году Конгресс назначил его военным министром, и ему пришлось заниматься в основном конфликтами с индейцами. После принятия Конституции США он стал военным министром в кабинете Вашингтона. Он надзирал над строительством береговых укреплений, тренировал ополчение и командовал войсками в ходе Северо-западной индейской войны. Формально именно он отвечал в правительстве за отношения с индейцами и именно он сформировал принцип, согласно которому федеральной правительство имело приоритет в отношениях с индейцами перед правительствами штатов. Нокс пытался выстроить гармоничные отношения с индейцами, хотя реальность не оправдала его надежд.

## Биография
С детства работал клерком в книжном магазине в Бостоне, позднее сам открыл собственную книжную торговлю. С 18 лет участвовал в Американской революции на стороне повстанцев.
Нокс с 1772 года служил гренадером в Бостонском гренадерском корпусе. 
16 июня 1774 года женился на Люси Флакер, родители которой поддержали британцев.
За военные заслуги Джордж Вашингтон в 1775 году произвёл его в полковники, вскоре они подружились. Воспользовавшись захваченными у британцев орудиями, создал собственное артиллерийское подразделение, которое успешно проявило себя в ряде кампаний.
С 1785 года — министр обороны. Как министр обороны, смог организовать регулярный военный флот США, ополчение США, создал сеть береговых укреплений. Одновременно наладил хорошие отношения с индейскими племенами, часть которых поддержала американцев в войне против англичан. Вместе с Вашингтоном проводил программу цивилизации индейцев, в особенности Пяти цивилизованных племён. 2 января 1795 года ушёл в отставку, занимался фермерством. 
Генри Нокс умер от несчастного случая — проглотил куриную кость, которая вызвала разрыв кишечника, что привело к перитониту.
Его именем назван город в округе Старк, штат Индиана, США.

## Образ в кино
- «Джон Адамс» (2008)

### Статьи
- Alexander C. Flick. GENERAL HENRY KNOX'S TICONDEROGA EXPEDITION (англ.) // The Quarterly Journal of the New York State Historical Association. — Cornell University Press, 1928. — Vol. 9, iss. 2. — P. 119-135.